# The Crimson Idol
The Crimson Idol (с англ. — «Кровавый идол») — пятый студийный альбом американской хеви-метал-группы W.A.S.P., выпущен на лейбле Capitol Records в 1992 году (в Америке в 1993 году). «The Crimson Idol» — концептуальный альбом: он рассказывает о судьбе Джонатана Стила, мечтавшего стать рок-звездой, о его взлёте на вершину славы и падении.
Процесс создания альбома занял почти три года. Первоначально The Crimson Idol должен был стать сольным альбомом Блэки Лолесса, который самостоятельно записал ритм-гитару, бас, клавиши и вокал, но впоследствии лидер группы уступил просьбам поклонников и согласился выпустить его под грифом W.A.S.P.
The Crimson Idol расценивается многими критиками и поклонниками как вершина творчества W.A.S.P, а журнал Metal Hammer включил его в список лучших концептуальных альбомов всех времён. В 2007 году прошёл тур, ознаменовавший 15-летие альбома, в 2017 — его 25-летие.

## Концепция
Главный герой альбома — тинейджер Джонатан, сын Уильяма и Элизабет Стил, брат Майкла Стила. Майкл — любимчик родителей, а Джонатана они считают неудачником. После смерти брата в автокатастрофе он убегает из дома, начинает бродить по улицам и постепенно становится зависимым от наркотиков и алкоголя. Однажды он проходит мимо магазина музыкальных инструментов, видит гитару, и им завладевает мечта стать рок-звездой.
Он крадёт гитару и старается играть как можно больше, чтобы заработать денег на запись альбома. Потом Джонатан встречает президента звукозаписывающей компании Чарли «Цепная пила» (англ. «Chainsaw» Charlie), который обещает, что сделает из него звезду, и знакомит его с будущим менеджером Алексом Родманом. Мечта Джонатана сбывается, но он начинает понимать, что жизнь не такая приятная штука, как кажется на первый взгляд. Теперь у него есть слава и успех, но единственное, чего он действительно хотел — снискать любовь родителей.
За ночь до концерта Джонатан звонит своим родителям в надежде уладить разногласия и залечить душевные раны. Согласно истории, было сказано менее 50-ти слов, последними из которых были «у нас больше нет сына». Джонатан понимает, что родители никогда не примут его в свой дом, и решает кончить жизнь самоубийством. Во время упомянутого концерта он снимает со своей гитары струны и вешается на них.

## Действующие лица
- Джонатан Эрон Стил
- Майкл Стил — брат Джонатана
- Элизабет Стил — мать Джонатана
- Уильям «Ред» Стил — отец Джонатана
- Зеркало
- Чарли «Цепная пила»
- Алекс Родман
- Цыганка
- Доктор Роктер
- Король милосердия

В документальном фильме об альбоме Блэки Лоллес сказал, что в альбоме есть девять действующих лиц.

## История создания
Блэки Лоллес написал историю Джонатана за год. В интервью лидер W.A.S.P. сказал, что за пару лет все персонажи стали для него как живые.
Когда запись альбома, которая проходила в студии Fort Apache, только начиналась, группа W.A.S.P. ещё продолжала существовать, но вскоре несколько участников решили покинуть коллектив. Тогда было решено отказаться от названия W.A.S.P., но фан-клуб стал умолять не делать этого. Кроме того, многие компании заявили, что имя группы имеет вес, в отличие от инициалов Блэки Лоллеса. По этим причинам лидер группы, несмотря на то что он сам записал ритм-гитару, бас, клавиши и вокал, согласился, чтобы материал вышел под грифом W.A.S.P.
Чуть позже в группе появились новые участники: барабанщики Стет Хоуленд и Френки Банали, который уже играл на альбоме The Headless Children, и Боб Кулик, который занял место гитариста после ухода Холмса.
К альбому была написана история Джонатана в форме повествования. Блэки Лоллес назвал это «перекрестной ссылкой»: «Сам альбом и повествование только вместе полноценно отражают смысл. Подразумевалось, что это отправит слушателя в путешествие на несколько лет, и в этом есть своя фишка. Я написал повествование в манере Уильяма Шекспира: очень много тайн, и вопрос главной идеи далеко не риторический».

## Блэки Лолессоб альбоме
Такой историей можно напугать людей больше, чем они могли бы себе представить. Я никогда не смотрел фильм «Пятница 13-е»: это меня не интересует. А история с альбома, напротив: жизнь — вот настоящий ужас.
Оригинальный текст (англ.)With a story like this you can do Things that will scare people even worse than anything they ever dreamed of. I've never seen a Friday The 13th movie: they don't interest me. But this does, because its real. The real horror is real life.

История The Crimson Idol очень непростая. На альбоме десять песен, и смысл каждой из них часто оказывается не таким, каким его видят. На самом деле, всё на этом альбоме не так, как кажется на первый взгляд. Во всём заключён смысл чего-то иного. Альбом был создан в сатирическом ключе. Это значит, что человек поймет историю в зависимости от своего возраста и от того, от лица какого из героев он будет слушать альбом. Если вам 18, то вы услышите одно. Если через 5-10 лет вы переслушаете его, то услышите уже совсем другую историю. Я не хотел создавать для слушателя фастфуд. Я хотел сделать что-то, что, как мне казалось, будет иметь долгую жизнь.
Оригинальный текст (англ.)The Crimson Idol is an enormously complicated story. There are ten songs on it and each one is a euphenism for something else. Nothing on this album is really what it appears to be at first glance. Everything is a symbol for something else. The story was written from a satirical point of view. That means that wherever a person is at their life and whoever's viewpoint they're listening to in the story are going to determine the story they're going to get. If you're 18 and you listen to it, you're going to see one thing. If you go back and listen to it five or ten years later, you're going to get a completely different story. I didn't want to create fast food for the ears. I wanted something that I thought was going to have longevity.

## Критика
Обозреватель сайта Allmusic Грэг Прато пишет, что на The Crimson Idol можно услышать такие мощные песни, как «The Invisible Boy», «Chainsaw Charlie (Murders in the New Morgue)» и «I Am One». Также он говорит, что, к его сожалению, The Crimson Idol выпал из внимания прессы, так как в то время наибольшей популярностью пользовался стиль гранж.
Журнал Metal Hammer включил The Crimson Idol в список лучших концептуальных альбомов всех времён В греческом издании журнала альбом занял 82 место в этом списке.

## Список композиций
Слова и музыка всех песен — Блэки Лолесс.
| №   | Название                                                                                | Длительность |
| --- | --------------------------------------------------------------------------------------- | ------------ |
| 1.  | «The Titanic Overture»                                                                  | 3:23         |
| 2.  | «The Invisible Boy»                                                                     | 4:04         |
| 3.  | «Arena of Pleasure»                                                                     | 4:06         |
| 4.  | «Chainsaw Charlie (Murders in the New Morgue)»                                          | 7:36         |
| 5.  | «The Gypsy Meets the Boy»                                                               | 4:08         |
| 6.  | «Doctor Rockter»                                                                        | 3:43         |
| 7.  | «I Am One»                                                                              | 4:27         |
| 8.  | «The Idol»                                                                              | 8:40         |
| 9.  | «Hold On To My Heart»                                                                   | 4:14         |
| 10. | «The Great Misconceptions of Me»                                                        | 9:29         |
| 11. | «The Story of Jonathan (Prologue to The Crimson Idol)» (бонус на переиздании 1998 года) | 16:35        |

### Второй диск на переиздании 1998 года
Слова и музыка всех песен — Блэки Лолесс.
| №   | Название                                                               | Автор(ы)     | Длительность |
| --- | ---------------------------------------------------------------------- | ------------ | ------------ |
| 1.  | «Phantoms in the Mirror»                                               |              | 4:36         |
| 2.  | «The Eulogy»                                                           |              | 4:16         |
| 3.  | «When the Levee Breaks»                                                | Led Zeppelin | 7:06         |
| 4.  | «The Idol (Live Acoustic)»                                             |              | 4:35         |
| 5.  | «Hold on to My Heart (Live Acoustic)»                                  |              | 4:23         |
| 6.  | «I Am One (Live, Donnington 1992)»                                     |              | 4:58         |
| 7.  | «Wild Child (Live, Donnington 1992)»                                   | Лоллес/Холмс | 5:53         |
| 8.  | «Chainsaw Charlie (Murders in the New Morgue) (Live, Donnington 1992)» |              | 8:24         |
| 9.  | «I Wanna Be Somebody (Live, Donnington 1992)»                          |              | 6:14         |
| 10. | «The Invisible Boy (Live, Donnington 1992)»                            |              | 4:15         |
| 11. | «The Real Me (Live, Donnington 1992)»                                  | Пит Таунсенд | 3:41         |
| 12. | «The Great Misconceptions of Me (Live, Donnington 1992)»               |              | 9:45         |

## Песни
- «The Titanic Overture» — «вы думаете, что это может иметь много значений. Слушая музыку, многие задумываются о чём-то очень глобальном. Отчасти в этом есть доля смысла, но только отчасти. Вы помните, также был корабль под названием „Титаник“. Великое путешествие, закончившееся катастрофой»[9].

- «The Invisible Boy» — «это отчаянный крик героя, „невидимого мальчика“, пребывающего в тени своего старшего брата»[10].
- «Arena of Pleasure» открывает перед Джонатаном жизнь рок-музыки, о которой он раньше даже не подозревал[10].

- «Chainsaw Charlie (Murders in the New Morgue)» — Блэки Лоллес объяснил, что Чарли — президент одной из крупнейших в мире звукозаписывающих компаний, цепная пила — это образ всей индустрии звукозаписи: «Чарли объясняет Джонатану, что такое бизнес: морг — это индустрия изнутри, где всё уходит в коммерцию, и умирает музыка. Если он хочет попасть в индустрию, то должен делать всё, что ему скажет Чарли»[5].
- Журналисты и поклонники спрашивали Блэки Лоллеса, писал ли он историю Джонатана как свою автобиографию, и он отвечал, что «ничего не может быть более далёким от правды, ведь его отец сидит прямо за следующей дверью»: «Конечно, в нём есть и кое что от меня, но на самом деле я просто выбрал трёх-четырёх парней и взял немного из судьбы каждого из них»[6]. Но всё же потом лидер W.A.S.P. добавил, что на альбоме есть две части его жизни: первая — «Chainsaw Charlie» и вторая — «The Gypsy Meets the Boy»: «Однажды это случилось и со мной: мою судьбу прочитало два разных человека, и всё произошло именно так, как они говорили»[5]. В песне можно услышать, как цыганка говорит Джонатану фразу, которую Блэки Лоллес определил как мораль всей истории: «Будь осторожен с мечтами: они могут сбыться» (англ. Be careful what you wish for. It may come true)[6].
- «Doctor Rockter» и «I Am One» — «это начало падения, знакомство с наркотиками, чувство одиночества и нарастающая депрессия»[10].
- «The Idol» — «это начало конца Джонатана. Идея истории в целом не столько в том, что он хотел стать знаменитым, сколько в его путешествии, во время которого он понимает: внизу было намного лучше, тогда он был несчастен, но по крайней мере ему было куда идти. Многие думают, что Джонатан и есть The Crimson Idol, но это не так»[5]. На песню был снят видеоклип, и Блэки Лоллес был благодарен, что ему разрешили делать всё самому: «Это было замечательно…ведь это были мои видения, и я жил с ними дольше, чем кто-либо другой»[5].
- На песню «Hold On To My Heart» был снят видеоклип.
- «The Great Misconceptions of Me» — «эпический завершающий „крик“, наполненный головокружительными сольными партиями гитары и зубодробительными ударами барабанов»[10].

## Синглы
- Chainsaw Charlie (Murders in the New Morgue)
- The Idol
- I Am One
- Hold on to my Heart

## Юбилейный тур The Crimson Idol
В 2007 году прошёл тур, ознаменовавший 15-летие The Crimson Idol. Альбом впервые прозвучал на концерте целиком, от начала и до конца. Шоу сопровождалось показом видео, которое было отснято в 1992 году. Это чёрно-белое видео было видеоинтерпретацией истории Джонатана, и вначале предполагалось, что из него будет сделан полноценный фильм.

## Участники записи
- Блэки Лолесс — вокал, соло и ритм-гитара, бас-гитара, клавишные
- Боб Кулик — соло-гитара
- Френки Банали — ударные
- Стет Хоуленд — ударные

Другие
- Продюсер — Блэки Лолесс
- Звукорежиссёр — Микки Дэвис, студия Fort Apache (Hollywood)
- Аранжировки — Блэки Лолесс
- Помощник звукорежиссёра — Росс Робинсон
- Мастеринг — Ян Купер
- Оформление — Kosh Brooks Design
- Фотографии — Джин Кирклэнд